# Oswaldo Guayasamín
Oswaldo Guayasamín (Quito, 6 juli 1919 – Baltimore, 10 maart 1999) was een Ecuadoraans kunstschilder en beeldhouwer. Hij wordt gezien als een van de belangrijkste kunstenaars van dit land. Hij staat vooral bekend om zijn sociaalkritische schilderijen waarin hij het lijden van het Latijns-Amerikaanse volk weergeeft.

## Biografie

### Jeugd
Guayasamín is geboren in een arme familie. Hij was de oudste van tien kinderen. Zijn vader was inheems, zijn moeder mesties. Beiden stamden ze af van de Quichua. Zijn vader werkte eerst als timmerman, later als taxi- en truckchauffeur.
Oswaldo had al jong kunstzinnige vaardigheden. Als kind verkocht hij al zijn schilderijen op de pleinen van Quito. Daarop schreef hij zich in bij de School van Schone Kunsten van Quito. Dit was tegen de zin van zijn vader, die vond dat men in een arme familie beter iets zou studeren dat meer inkomsten oplevert. Zijn moeder, die jong overleed, stimuleerde zijn keuze wel. Hij studeerde in 1941 af als schilder en beeldhouwer. Ook studeerde hij hier nog architectuur.
In augustus 1932, toen Guayasamín nog studeerde, braken er gevechten uit tussen voor- en tegenstanders van de juist verkozen president Neptalí Bonifaz, de zogenaamde Vierdaagse Oorlog. Een vriend van hem werd hierbij gedood. Deze gebeurtenis had een grote invloed op zijn beslissing om sociaalkritische schilderijen te maken. Ook was het de inspiratie voor zijn schilderij Los Niños Muertos ("De Dode Kinderen").
In 1942, op zijn 23e, realiseerde hij zijn eerste expositie in een privé-galerie in Quito. Dit veroorzaakte een controverse, omdat zijn stijl niet overeenkwam met hetgeen aan de School van Schone Kunsten werd gedoceerd. De expositie werd bezocht door Nelson Rockefeller, de toekomstige vicepresident van de Verenigde Staten. Deze was op dat moment directeur van het Museum of Modern Art in New York. Hij was onder de indruk, en kocht enkele schilderijen. Ook later zou Rockefeller een belangrijke mecenas van Guayasamín blijven.

### Vroege reizen
Met het geld dat hij hiermee verdiende reisde Guayasamín in 1942 en 1943 zes maanden naar de Verenigde Staten en naar Mexico. Hier ontmoette hij de muurschilder José Clemente Orozco. Samen reisden ze van 1945 tot 1947 door verschillende Latijns-Amerikaanse landen, waaronder Peru, Brazilië, Argentinië en Uruguay. Tijdens deze reis leerde Guayasamín de Chileense dichter Pablo Neruda kennen. Tussen hen ontstond een vriendschap die vele decennia zou duren.
Bij deze reizen observeerde Guayasamín zorgvuldig de levensstijl van de inheemse volken en de armoede van de bevolking. Deze thema's inspireerden hem tot zijn eerste schilderijencyclus Huacayñán (uit het Quechua: "De Weg der Tranen"). Ook later zouden deze thema's vaak terugkeren in zijn schilderijen.

### Latere leven
Guayasamin heeft meer dan 180 exposities gehouden, in verschillende Latijns-Amerikaanse hoofdsteden, en in Leningrad (in de Hermitage), Moskou, Praag, Rome, Madrid, Barcelona en Warschau.
Guayasamín was onder andere bevriend met Fidel en Raúl Castro, François en Danielle Mitterrand, Salvador Allende, Gabriel García Márquez en Rigoberta Menchú. Van veel van deze mensen heeft hij portretten geschilderd, van Fidel Castro zelfs driemaal. Hij was een warm voorstander van de Cubaanse Revolutie.
Zijn laatste exposities heeft hij persoonlijk geopend. Deze waren in 1995, in het Palais du Luxembourg in Parijs, en in het Palais de Glace in Buenos Aires. In zijn laatste levensjaren werkte hij aan zijn levenswerk, de Capilla del Hombre. Hij heeft tot aan de dag van zijn dood gewerkt.

## Werk

### Schilderstijl
Guayasamín heeft meer dan 13.000 schilderijen gemaakt. Hij heeft een specifieke schilderstijl waarin hij het lijden van het Latijns-Amerikaanse volk weergeeft. Mensen met verweerde handen en met tranen in de ogen, en skeletachtige figuren die hun handen ten hemel heffen komen veelvuldig voor. Naast José Clemente Orozco was Pablo Picasso een belangrijke invloed op zijn stijl. De gezichten hebben vaak twee kleuren, net zoals de ogen. Dit zou aanduiden dat de geschilderde persoon van gemengde afkomst was, net als hijzelf.
Naast zijn sociaalkritische werken heeft hij ook schilderijen gemaakt van bloemen en Ecuadoraanse landschappen.

### Cycli
Het grootste deel van zijn werk wordt door Guayasamín zelf ingedeeld in cycli:
- 1946–1952: Huacayñán ("De Weg der Tranen"). Deze is geïnspireerd door zijn eerste reis door Latijns-Amerika. Vooral het lijden van de inheemse bevolking wordt in beeld gebracht.
- 1960–1992: La Edad del Ira ("Het Tijdperk van de Toorn"). Hiertoe behoort het beeld Lágrimas de Sangre ("Bloedtranen") dat hij in 1973 maakte ter nagedachtenis van Salvador Allende, Víctor Jara en Pablo Neruda, die in dat jaar tijdens de militaire coup in Chili vermoord werden.
- 1988–1999: La Edad de la Ternura ("Het Tijdperk van de Tederheid"). Deze cyclus wordt ook Mientras vivo siempre te recuerdo ("Zolang ik leef zal ik me je herinneren") genoemd. Het thema van de lijdende moeder is hierin belangrijk. Er komen veel vrouwen in voor die hun handen ten hemel heffen, vaak met een kind op schoot. Dit is deels geïnspireerd door het vroege verlies van zijn eigen moeder.
- Tegen het eind van zijn leven: La Edad de la Esperanza ("Het Tijdperk van de Hoop")

### Muurpanelen

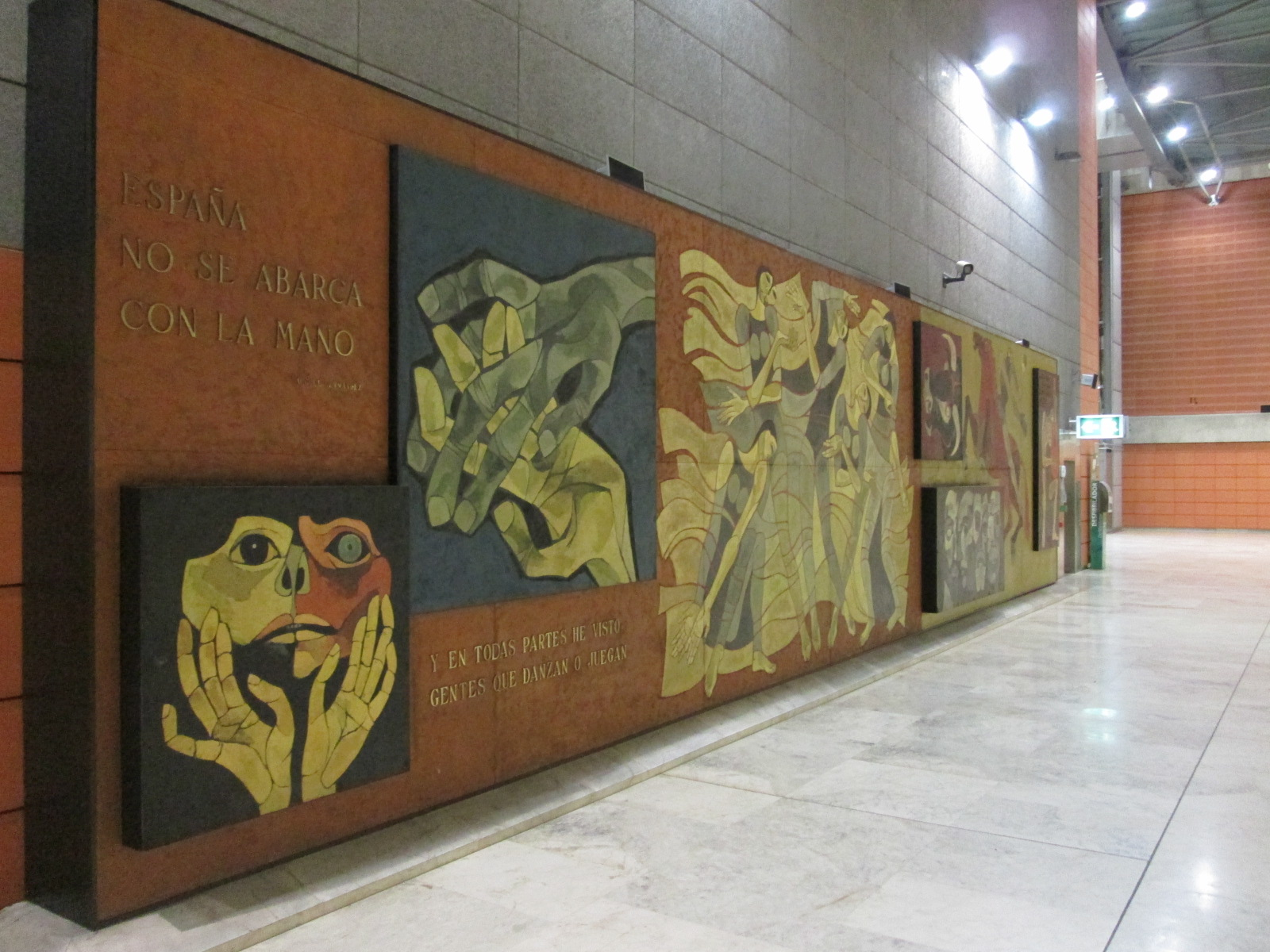
Muurschildering van Guayasamín in de Luchthaven Madrid-Barajas

Guayasamín heeft een aantal bekende muurpanelen gemaakt, onder andere op de volgende gebouwen:
- Regeringspaleis, Quito.
- Congres van Ecuador, Quito (1988). Mural de Congreso Nacional Ecuatoriano. Het paneel is 360 m² groot. Op verzoek van het parlement had hij hierin de geschiedenis van Ecuador afgebeeld. Het zorgde voor een controverse, omdat er een nazi-helm in voorkomt met daarop de letters CIA.
- Centrale Universiteit, Quito.
- Provinciale Raad van Pichincha, Quito.
- Luchthaven Barajas, Madrid (1982). Dit paneel is 120 meter lang. Het is uitgevoerd in acryl en fijngemalen mamer. Het werk is opgedeeld in twee delen: het ene deel is gewijd aan Spanje, het andere aan Hispano-Amerika.
- Latijns-Amerikaans Parlement, São Paulo.
- UNESCO-gebouw, Parijs (1998). Dit paneel heet Madres y Hijos ("Moeders en Kinderen").

### Monumenten
Verder heeft hij verschillende monumenten gemaakt, onder andere:
- A la Patria Joven ("Voor het Jonge Vaderland"), Guayaquil
- Rumiñahui ("Voor het Verzet"), Quito

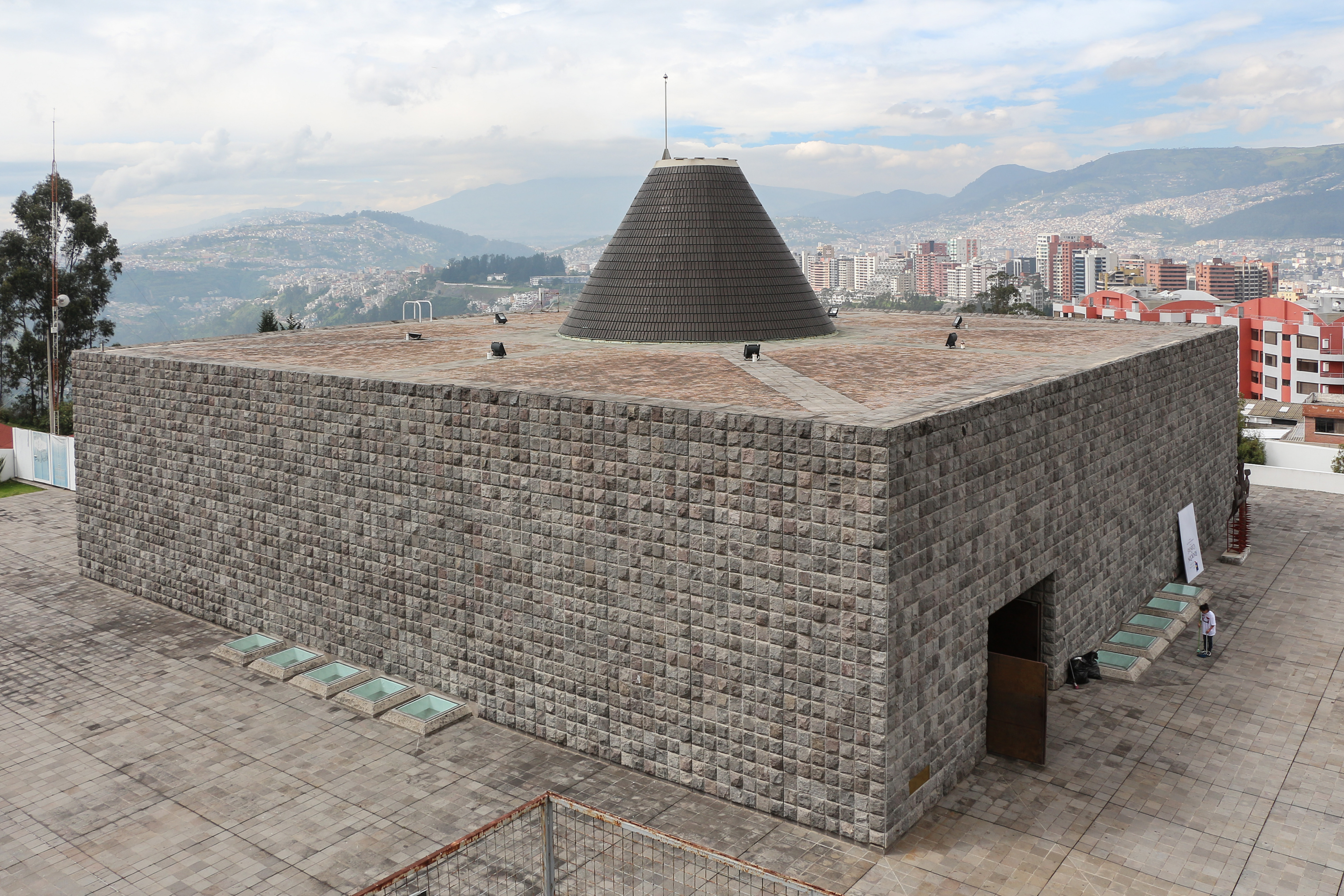
Capilla del Hombre, buitenzijde

### Capilla del Hombre
Zijn meesterwerk was de Capilla del Hombre ("Kapel van de Mens"). Dit is een gebouw met een bijzondere architectuur, gelegen op een heuvel aan de rand van Quito naast het huis dat Guayasamín bouwde en de laatste 23 jaar van zijn leven  bewoonde. Daarvandaan heeft men een uitzicht over de stad en de vulkanische omgeving die een inspiratiebron voor de kunstenaar vormde. In de Capilla del Hombre hangt een aantal van zijn grote schilderijen die het lijden van de mens weergeven. Deze "kapel" is niet aan een specifieke religie gewijd, maar aan de hele mensheid. Guyasamin beleed zelf geen godsdienst. De bouw, naar een ontwerp van hemzelf, begon in 1995 en werd voltooid na zijn dood, in 2002. De opening werd op 30 november 2002 verricht door de Cubaanse president Fidel Castro.

## Erkenning

### Prijzen
- 1948: eerste prijs, Nationale Salon van Aquarellisten en Tekenaars, Ecuador
- 1955: eerste prijs, Hispano-Amerikaanse Kunstbiënnale, Barcelona, voor het schilderij El Ataúd Blanco ("De Witte Doodskist")
- 1957: beste Zuid-Amerikaanse Schilder, Biënnale van São Paulo
- 1992: Prijs Eugenio Espejo, Ecuador
- Vredesprijs, UNESCO

Verder heeft hij eredoctoraten aan verschillende Amerikaanse en Europese universiteiten.

### Posities
- Vanaf 1971: voorzitter van het Huis van de Ecuadoraanse Cultuur
- Vanaf 1978: lid van de Real Academia de Bellas Artes de San Carlos de Valencia
- Vanaf 1976: erelid van de Accademia Carrara in Italië

## Instellingen

### Stichting Guayasamín
In 1976 richtte hij de Stichting Guayasamín (Spaans: Fundación Guayasamín) op. Deze heeft tot belangrijkste doel het bewaren van het culturele erfgoed der volkeren, in het bijzonder van de oorspronkelijke volkeren van het Amerikaanse continent. Guayasamín was tot het eind van zijn leven voorzitter van deze stichting. Na zijn dood beheert deze het grootste deel van zijn nalatenschap. 
Op ongeveer 200 meter van de Capilla del Hombre beheert de stichting in het door de broer van Guayasamín ontworpen woonhuis met atelier een museum, waarin kunstwerken en voorwerpen te zien zijn die door de kunstenaar zelf verzameld zijn. Hieronder bevinden zich archeologische vondsten van de inheemse volkeren van Ecuador, erotische beeldjes en sacrale kunst uit de koloniale tijd. Guyasamin verzamelde zelf precolombiaanse kunst en kunst die in de koloniale tijd in Zuid-Amerika werd gemaakt door de oorspronkelijke bewoners. 

### Musea en winkels
Behalve de Capilla del Hombre en het museum van de Fundación Guayasamín zijn er nog twee musea aan Guayasamín gewijd: in Havana (Cuba) en in Cáceres (Spanje). Het museum in Havana is in 1993 geopend. Bij deze gelegenheid presenteerde Guayasamín zijn derde portret van Fidel Castro.
Verder heeft de Stichting Guayasamín twee winkels waar reproducties van zijn kunst worden verkocht, in Quito en in Guayaquil.